# Richard Wright (spisovatel)
Richard Nathaniel Wright (4. září 1908, Roxie – 28. listopadu 1960, Paříž) byl americký černošský spisovatel. Většina jeho tvorby je věnována tématu rasových vztahů ve Spojených státech. K nejznámějším patří knihy Uncle Tom's Children (1938) a Native Son (1940). Z jeho publicistických knih pak autobiografie Black Boy (1945). Od roku 1932 byl členem Komunistické strany Spojených států amerických a pracoval v komunistických novinách Daily Worker. Stranu opustil roku 1944. Od roku 1946 žil trvale ve Francii. Důvody osvětlil v knize I Choose Exile (1951).

### Povídky
- Uncle Tom's Children (1938)
- Eight Men (1961)
- Early Works (1989)
- Later Works (1991)

### Drama
- Native Son: The Biography of a Young American (1941)

### Romány
- Native Son (1940)
- The Outsider (1953)
- Savage Holiday (1954)
- The Long Dream (1958)
- Lawd Today (1963)
- Rite of Passage (1994)
- A Father's Law (2008)
- The Man Who Lived Underground (2021)

### Publicistika
- The Ethics of Living Jim Crow: An Autobiographical Sketch (1937)
- Blueprint for Negro Literature (1937)
- How "Bigger" Was Born; Notes of a Native Son (1940)
- 12 Million Black Voices: A Folk History of the Negro in the United States (1941)
- Black Boy (1945)
- Introduction to Black Metropolis: A Study of Negro Life in a Northern City (1945)
- The God That Failed (1949)
- I Choose Exile (1951)
- Black Power (1954)
- The Color Curtain (1956)
- Pagan Spain (1957)
- White Man, Listen! (1957)
- Letters to Joe C. Brown (1968)
- American Hunger (1977)
- Conversations with Richard Wright (1993).

### Poezie
- Haiku: This Other World (1998)